# Natica livida
Natica livida är en snäckart som beskrevs av Ludwig Pfeiffer 1840. Natica livida ingår i släktet Natica och familjen borrsnäckor. Inga underarter finns listade i Catalogue of Life.